# Lila Kaye
Lila Kaye (7 de novembro de 1929 — 10 de janeiro de 2012) foi uma atriz britânica.